# Pterolonche lineata
Pterolonche lineata is een vlinder uit de familie van de Pterolonchidae. De wetenschappelijke naam van de soort is voor het eerst geldig gepubliceerd in 1889 door Walsingham.